# Acrópole
Acrópole fue una revista de arquitectura publicada en Brasil entre 1938 y 1971.

## Descripción
Editada en la ciudad de São Paulo, su primer número apareció en mayo de 1938. Fue dirigida, editorialmente, primero por Roberto Corrêa Brito y, más tarde, por Max Grunwald. Cesó en diciembre de 1971. Su contenido se centró en proyectos arquitectónicos del estado de São Paulo. La revista, de la que se publicaron un total de 391 números, tuvo una periodicidad mensual.